# Hermannia diffusa
Hermannia diffusa är en malvaväxtart som beskrevs av Carl von Linné d.y.. Hermannia diffusa ingår i släktet Hermannia och familjen malvaväxter. Inga underarter finns listade i Catalogue of Life.